# 제65회 베를린 국제 영화제
제65회 베를린 국제 영화제는 2015년 2월 5일에 열린 시상식이다.

## 수상 및 후보

### 황금곰상
- 택시 - 자파르 파나히 수상

### 은곰상:심사위원대상
- 더 클럽 - 파블로 라라인 수상

### 은곰상:심사위원상
- 배드 앳 댄싱 - 조안나 아르노우 수상

### 은곰상:감독상
- 어페림! - 라두 주데 수상
- 바디 - 마우고시카 슈모프스카 수상

### 은곰상:여자연기자상
- 45 이어즈 - 샬롯 램플링 수상

### 은곰상:남자연기자상
- 45 이어즈 - 톰 커트니 수상

### 은곰상:각본상
- 네드 라이플 - 할 하틀리 수상
- 더 펄 버튼 - 패트리시오 구즈먼 수상

### 은곰상:예술공헌상
- 언더 일렉트릭 클라우즈 - 알렉세이 게르만 주니어 수상
- 빅토리아 - 세바스티안 쉬퍼 수상

### 황금곰상:단편영화상
- 호산나 - 나영길 수상

### 은곰상:알프레드 바우어상
- 익스카눌 - 자이로 부스타만테 수상

### 유럽단편영화상
- 더 스토리 오브 주다스 - 라바 아뫼르-자이메쉬 수상

### 베를린카메라상
- 마르셀 오필스 수상
- 나움 클레이만 수상
- 앨리스 워터 수상
- Carlo Petrini 수상

### 파노라마 관객상:단편영화상
- 세컨드 마더 - 안나 무이라에르트 수상

### 파노라마 단편영화상 - 특별언급
- 텔 스프링 낫 투 컴 디스 이어 - 사이드 타지 파로키 외 1명 수상

### 수정곰상(제너레이션 K플러스) 작품상
- 디서넌스 - 틸 노박 수상

### 수정곰상(제너레이션 K플러스) 작품상 특별언급
- 더 펄 버튼 - 패트리시오 구즈먼 수상

### 수정곰상(제너레이션 K플러스) 단편영화
- 600 마일 - 가브리엘 립스테인 수상

### 대상(제너레이션 K플러스) 국제심사위원
- 마이 스키니 시스터 - 산나 렌켄 수상

### 대상(제너레이션 K플러스) 국제심사위원 - 특별언급
- 레인보우 - 나게쉬 꾸꾸누루 수상

### 특별상(제너레이션 K플러스) 국제심사위원
- 기프트 오브 마이 파더 - 살람 살맨 수상

### 특별상(제너레이션 K플러스) 국제심사위원 - 특별언급
- 더 타이 - 안 브롬바우트 수상

### Deutsches Kinderhilfswerk:대상
- 플로킹 - 베타 가르델러 수상

### Deutsches Kinderhilfswerk:단편영화상
- 넬리 - 크리스 라이버 수상

### Deutsches Kinderhilfswerk:특별상
- 더 다이어리 오브 어 틴에이지 걸 - 마리엘 헬러 수상

### 테디상:특별언급
- 내스티 베이비 - 세바스찬 실바 수상

### 테디상:심사위원상
- 산 크리스토발 - 오마르 주니가 히달고 수상

### 테디상:테디특별상
- 더 뉴 맨 - 알도 가레이 수상

### FIPRESCI상:포럼
- 스토리즈 오브 아워 리브즈 - 짐 츄츄 수상

### FIPRESCI상:파노라마
- 우도 키에르 수상

### FIPRESCI상:명예언급
- 택시 - 자파르 파나히 수상

### FIPRESCI상:추천
- 핸드 게츄어스 - 프란체스코 클레리치 수상

### FIPRESCI상:특별추천
- 어 마이너 립 다운 - 하메드 라자비 수상

### OCIC프로모션상
- 레인보우 - 나게쉬 꾸꾸누루 수상

### OCIC프로모션상:명예언급
- 마이 스키니 시스터 - 산나 렌켄 수상

### C.I.C.A.E.상
- 지오바니 앤 더 워터 발렛 - 아스트리드 부신크 수상

### C.I.C.A.E.상:포럼
- 아그네스 - 아냐 린드 수상

### C.I.C.A.E.상:특별언급
- 취리히 - 사샤 폴락 수상

### C.I.D.A.L.C.상
- 더 세컨 마더 - 안나 무이라에르트 수상

### 저널리스트 특별상
- 어 컨페션 - 페트로스 실베스트로스 수상

### 칼리가리상
- 아웃 오브 네이처 - 올레 지아에베르 수상

### 균형있는대화상
- 발릭바얀 #1 메모리즈 오브 오버디벨롭먼트 리둑스 III - 키드랏 타히믹 수상

### 균형있는대화상:특별언급
- 어 퍼펙트 플레이스 - 아나톨 슈스터 수상

### 오늘의베를린상
- 썸머스 다운스테어스 - 톰 소머라트 수상

### 볼프강 스타우트상
- 텔 스프링 낫 투 컴 디스 이어 - 사이드 타지 파로키 외 1명 수상

### 페미나상
- 빅토리아 - 세바스티안 쉬퍼 수상

### 독자상:베를린자이퉁
- 빅토리아 - 세바스티안 쉬퍼 수상

### 암네스티국제영화상
- 침묵의 시선 - 조슈아 오펜하이머 수상

### 경쟁부문
- 더 펄 버튼 - 패트리시오 구즈먼
- 텐 노 차스케 - 다나카 히로유키
- 스웨어 버진 - 라우라 비스푸리
- 애즈 위 워 드리밍 - 안드레아스 드레센
- 빅 파더, 스몰 파더 앤 아더 스토리즈 - 당 디 판
- 아이젠스타인 인 과나후아토 - 피터 그리너웨이
- 다이어리 오브 챔버메이드 - 브누와 쟉꼬
- 나이트 오브 컵스 - 테렌스 맬릭
- 노바디 원츠 더 나이트 - 이자벨 코이젯트
- 퀸 오브 데저트 - 베르너 헤어조크
- 일보지요 - 강문
- 노바디 원츠 더 나잇 - 이자벨 코이젯트

### 비경쟁부문
- 13 미닛츠 - 올리버 히르비겔
- 에브리 씽 윌 비 파인 - 빔 벤더스
- 신데렐라 - 케네스 브래너
- 미스터 홈즈 - 빌 콘돈

### 단편 경쟁부문
- 아키텍쳐 - 울루 번
- 블루드 빌로우 더 스킨 - 제니퍼 리더
- 하우스 오브 페인팅즈 - 아미트 듀타
- 다윗 - 데이비드 얀센
- 디 아일랜드 이즈 인챈티드 위드 유 - 알렉산더 카버 외 1명
- 하이드 앤 시크 - 다비드 무뇨스
- 카막쉬 - 사틴다 씽 베디
- 라마? - 나다브 라피드
- 렘부수라 - 레가스 바누테자
- 3 이어 3 먼스 리트리트 - 디첸 로더
- 마쿠 - 요리코 미즈시리
- 더 매드 하프 아워 - 레오나르도 브르세시키
- 씨 오브 파이어 - 조엘 피지니
- 오프 스테인스, 스크랩 앤 타이어즈 - 제바스티안 브라메스후버
- 페블즈 앳 유어 도어 - 비베크 브릴드
- 플래닛 시그마 - 모모코 세토
- 산 크리스토발 - 오마르 주니가 히달고
- 섀도우랜드 - 존 스쿠그
- 스냅샷 몬 아무르 - 크리스티앙 바우
- 수퍼리어 - 에린 바실로포울로스
- 심볼릭 스레츠 - 미샤 라인카우프 외 2명
- 테이크 왓 유 캔 캐리 - 매튜 포터필드
- 더 - 빌리 로이즈 외 1명
- 유유 - 마크 존슨

### 독일영화전망
- 더 스파이더웹하우스 - 마라 아이블-아이베슈펠트
- 스터번 보이 - 모리츠 크래머
- 더 벙커 - 니키아스 크리소스
- 워 - 사이먼 자크메
- 어 퍼펙트 플레이스 - 아나톨 슈스터
- 언아큐파이드 - 필리파 바우어
- 엘릭서 - 브로디 힉스
- 하키-하키. 리빙 애즈 어 맨. - 아나벨라 앙겔로브스카
- 텔 미 므네모시네 - 리사 스펠링
- 홈시크 - 제이콥 M. 에르와
- 썸머스 다운스테어스 - 톰 소머라트
- 아이 리멤버 - 젠나 지 원더스
- 더 스파이더웹하우스 - 마라 아이블-아이베슈펠트
- 인간적인, 너무나 인간적인 - 막시밀리언 하슬베르거
- 라이크 어 캐스트 섀도우 - 마이클 크루메나처
- 섹스:스피크 - 사스키아 워커
- 완자 - 캐롤라이나 헬스가드

### 포럼부문
- 시네마: 퍼블릭 어페어 - 타티아나 브랜드룹
- 포 어게인스트 더 월드 - 알레한드로 갈린도
- 덴 이즈 잇 디 엔드? 더 필름 크리틱 미카엘 알텐 - 도미닉 그래프
- The 81st Blow - David Bergman 외 4명
- Out of the Forest - Limor Pinhasov Ben Yosef 외 1명
- 조 불렛 - 루이스 드윗
- 더 퓨드 - 토니 반 데르 머위
- 타오름 - 이치카와 곤
- 남동생 - 이치카와 곤
- 유키노조 변화 - 이치카와 곤
- 더 보다 보다 시브스 - 도날드 무기샤
- 더 밸리 - 가산 살하브
- 발릭바얀 #1 메모리즈 오브 오버디벨롭먼트 리둑스 III - 키드랏 타히믹
- 시쇼어 - 필립 매쳄바처 외 1명
- 벤 자켄 - 에프라트 코렘
- 브라질리언 드림 - 마르셀로 페드로소
- 디스 자이겐틱 퍼로윙 오브 더 그라운드 - 클레어 안젤리니
- 더 굴스 - 엘라 맨즈히바
- 철원기행 - 김대환
- 시네마: 어 퍼블릭 어페어 - 타티아나 브랜드룹
- 카운팅 - 젬 코엔
- 포 어게인스트 더 월드 - 알레한드로 갈린도
- 다리 마루상 - 타카하시 이즈미
- 더 데이즈 런 어웨이 라이크 와일드 홀시즈 오버 더 힐즈 - 마르신 말라슈차크
- 포트레이트 오브 디 아티스트 - 앙트완 바라우드
- 엑소티카, 에로티카, 엑세트라 - 에반젤리아 라니오티
- 플로텔 유로파 - 블라디미르 토믹
- 더 포비든 룸 - 가이 매딘 외 1명
- 애프터 워크 - 야니나 헐호퍼
- 누클리어 네이션 II - 후나하시 아츠시
- 데어 겔드컴플렉스(더 머니 컴플렉스) - 후안 로드리게니즈
- 핸드 제스쳐스 - 프란체스코 클레리치
- H. - 라니아 아티에
- 헤디 슈나이더 스텍트 스투크 - 소냐 헤이스
- 더 스토리 오브 주다스 - 라바 아뫼르-자이메쉬
- 핫라인 - 실비나 란데스만
- K - 에밀 압 리차드 외 1명
- 코자 - 이반 오스트로초브스키
- 아톰 하트 마더 - 알리 아마드자데
- 이블니스 - 조슈아 길
- 마르 - 도밍가 소토마요르 카스틸로
- 더 보이스 오브 워터 - 야마모토 마사시
- 더 무드 워먼 - 세르지오 카스트로
- 언틸 아이 루즈 마이 브래스 - 에미네 에멜 발시
- 더 나이트 앤 더 키드 - 데이비드 욘
- 퀸 오브 어스 - 알렉스 로스 페리
- 피쉬 테일 - 조아킴 핀토 외 1명
- 더 사이렌 오브 파소 파니 - 미셀 K. 종고
- 스트레인지 빅토리 - 레오 허비츠
- 안드로이즈 드림 - 아이온 데 소사
- 슈퍼월드 - 칼 마르코빅스
- 투엔티-에엣 나이츠 앤 어 포엠 - 아크람 자타리
- 오버 디 이어스 - 니콜라우스 가이어할터
- 저니 인투 포스트-히스토리 - 벵상 디유트르
- 바이올런스 - 조지 포레로
- 취리히 - 사샤 폴락
- 루헤 아우프 데어 라인반트 - 프리들 폼 그뢸러
- Love Letter to a Union: The Falling Comrades - Lara Khaldi 외 1명
- 피쉬 플레인, 하트 클락 - 아르보 레오
- 더 퍼포머 - 마치에 소비에잔스키 외 1명
- 인투 더 힌터랜즈 - 줄리아 예즈빅
- 페이스 비 - 레일라 알바야티
- Black President - Mpumelelo Mcata Zimbabwe
- 디스 이즈 코스모스 - 안톤 비도클
- 쉐이프 쉬프팅 - 엘크 마르호퍼
- 인스티튜트 어보브-그라운드 - 플로리안 제이팽 외 2명
- 아웃 온 더 스트리트 - 야스미나 메트웰리 외 1명
- 메모리즈 포 어 프라이벳 아이 - 라니아 스테판
- 라 돌체 시리아 - 아마르 알 베이크
- 칼라미티 후? - 이자벨 프림
- 해브 유 에버 킬드 어 베어? 오어 비커밍 자밀라 - 마와 아사니오스
- 이스케이프 프롬 마이 아이즈 - 펠리페 브라간카
- 오차드 스트리트 - 켄 제이콥스
- 사이클롭스 오브저브 더 셀레셜 바디즈 - 켄 제이콥스
- 무딤베즈 오더 오브 띵스 - 장-피에르 베콜로
- 프롬 라말라 - 아셈 나제르
- 언타이틀 (휴먼 마스크) - 피에르 휴이게
- 어 필드 가이드 투 더 페른스 - 바스마 알샤리프
- 웨이워드 프론즈 - 펀 실바
- 아이스 롱 - 주앙 페드로 로드리게스 외 1명
- 캔슬드 페이시스 - 리오 샴리즈
- 20 핸드쉐이키즈 포 피스 - 마디 플레이펠
- 앤드 온 어 디퍼런트 노트 - 모하마드 샤우키 하싼
- 지네바 - 니콜라스 실린스
- 엠브로이드레스 - 리우스야 마트비바
- 디어 존 - 한스 슈글
- 쓰리 쿼터스 - 케빈 제롬 에버슨
- 스톰 - 에바 C. 헬드만
- 시쇼어 - 필립 매쳄바처 외 1명
- 아카펠라 - 이슬람 사피유딘 모하메드

### 파노라마부문
- 국제시장 - 윤제균
- 센서드 보이시즈 - 몰 루시
- 커트 코베인: 몽타주 오브 헥 - 브렛 모겐
- 필링스 아 팩츠: 더 라이프 오브 이본느 라이너 - 잭 월쉬
- 프리즌 시스템 4614 - 잔 솔다트
- 마이 네임 이즈 안네마리 슈바르첸바흐 - 베로니크 아우보이
- 지아 장 커 바이 월터 살레스 - 월터 살레스
- 미스핏츠 - 야니크 스플리즈보엘
- 숨 - 이눅 실리스 호그
- 텔 스프링 낫 투 컴 디스 이어 - 사이드 타지 파로키 외 1명
- 어 저먼 유스 - 쟝-가브리엘 뻬리오
- 왓 해픈드, 미스 시몬? - 리즈 가버스
- 54 - 마크 크리스토퍼
- 600 마일 - 가브리엘 립스테인
- 더 씨 이즈 비하인드 - 히잠 라스리
- 러브, 데프트 앤 아더 인탱글먼츠 - 무아야드 알라얀
- 안젤리카 - 밋첼 릭텐스타인
- 앱선스 - 치코 테이세이라
- 비자르 - 에티엔 포레이
- B-무비: 러스트 앤 사운드 인 웨스트-베를린 - 요르그 A. 호페 외 2명
- 코러스 - 프랑수아 들릴
- 커밍 아웃 - 하이너 카로프
- 다니엘즈 월드 - 베로니카 리스코바
- 와이 미? - 튜도르 기유르규
- 도라 오어 더 섹슈얼 노이로제 오브 아워 페런츠 - 스티나 베렌펠스
- 다이케 하드 - 비테 앤더슨
- 파스빈더 - 투 러브 위드아웃 디맨즈 - 크리스티안 브라드 톰슨
- 쓰루 러브 - 로자 폰 프라운하임
- 더 뉴 맨 - 알도 가레이
- 하우 투 윈 앳 체커스 (에브리 타임) - 조쉬 킴
- 아이 앰 마이클 - 저스틴 켈리
- 더 파이어 - 후안 슈니트만
- 이라키 오디세이 - 사미르
- 군중낙원 - 유승택
- 더 라스트 썸머 오브 더 리치 - 피터 케른
- 버터플라이 - 마르코 베르거
- 머더 인 파콧 - 라울 펙
- 아웃 오브 네이처 - 올레 지아에베르
- 내스티 베이비 - 세바스찬 실바
- 넥키 유스 - 시브스 숑위-라 메르
- 네드 라이플 - 할 하틀리
- 더 블루 아워 - 아누차 부냐와타나
- 아웃 오브 마이 핸드 - 푸쿠나가 타케시
- 어 마이너 립 다운 - 하메드 라자비
- 페팅 주 - 미카 매기
- 피오니어 히어로즈 - 나탈리아 쿠드리아쇼바
- 더 세컨 마더 - 안나 무이라에르트
- 더 썸머 오브 상게일 - 앨런테 카바이테
- 블루 블루드 - 리리오 페레이라
- 스토리즈 오브 아워 리브즈 - 짐 츄츄
- 더 레지스터스 데이어 스피릿 프리베일스... - 카트린 세이볼드 외 1명
- 더 예스맨 아 리볼팅 - 로라 닉스 외 2명
- 다나토스, 드렁크 - 장초치
- 다나토스, 드렁크 - 장초치

### 제너레이션 케이플러스
- 14+ - 안드레이 자이체프
- 디 플루트 주 덴 핑귀넨 - 군터 라츠
- Die Suche nach dem Vogel Turlipan - Kurt Weiler
- 핑크첸 - 브루노 J. 보트지
- 알람 임 카스페르레테아테르 - 로다르 바크
- Meta Morfoss - Monika Anderson
- Vom Froschlein und seinem Reifen - Heinz Nagel
- Urwaldmarchen - 카트야 조지
- 게그너 나흐 마스 - 브루노 J. 보트지
- 앤트보이 - 애스크 해쎌바르크
- 순응 - 콩데이 자투란라스미
- 더 비트 베네스 마이 피트 - 존 윌리엄스
- 더 그레이티스트 하우스 인 더 월드 - 안나 V. 보호르케즈 외 1명
- 더 서클 - 레반 아킨
- 클로로 - 램베르토 산페리스
- 커밍 오브 에이지 - 테보호 에드킨스
- 코르보 - 마티우 L. 데니스
- 미니 앤 더 모지스 - 야니크 하스트럽 외 1명
- 더 다이어리 오브 어 틴에이지 걸 - 마리엘 헬러
- 컨페티 하베스트 - 탈루라 헤이제캠프 슈바프
- 플로킹 - 베타 가르델러
- 골든 킹덤 - 브라이언 L. 퍼킨스
- 리버 - 송태가
- 더 키드 - 세르지오 마사
- 하틀리스 - 나타샤 아르디
- 리버 로드 - 리뤼준
- 스노우 피라테스 - 파루크 하치하피조글루
- 미나 워킹 - 요세프 바라키
- 설레셜 카멜 - 유리 페팅
- 원 앤 투 - 앤드류 드로즈 팔레르모
- 종이 비행기(영어판) - 로버트 코놀리
- 프린스 - 샘 드 종
- 스테이 어웨이크 - 지미 시슬리
- 어 홀 인 마이 하트 - 미스 페이넨버그
- 넬리 - 크리스 라이버
- 디 올드 맨 앤 더 버드 - 데니스 스테인-숌부르그
- 플레이 타임 - 난나 훌맨
- 피크닉 - 주르 파블로빅
- 눌라 눌라 - 딜란 리버
- 블루드라인스 - 크리스토퍼 세기엘스키
- 마더 버진 노 모어 - 델야 더마즈
- 렛츠 댄스: 보위 다운 언더 - 루비카 시아
- 투올라 푸올렌 - 얀 레니카이넨 외 1명
- 코치 - 벤 애들러
- 오스카 와일드즈 더 나이팅게일 앤 더 로즈 - 델 캐서린 바튼 외 1명
- 스쿼럴 - 토마스 벵그리스
- 드리프트우드 더스트미티스 - 말리나 마리아 매키비츠
- 어 컨페션 - 페트로스 실베스트로스
- 와이 바나나 스날스 - 스베틀라나 라즈굴리아에바
- 와위 - 마이클 포트웨이
- #봉기하라 - 이고르 가마 외 1명
- 더 리틀 버드 앤 더 스쿼럴 - 레나 본 도렌
- 워터 패스 - 카를로스 펠리프 몬토야
- 에어-메일 - 이사벨 파베즈
- 아그네스 - 아냐 린드
- 로소 파파베로 - 마틴 스마타나
- 더 프라이드 피쉬 - 레일라 칼릴자데
- 카탈리나 앤 더 썬 - 안나 파울라 호니그
- 오노마스티카 - 로엘로에 헨드라
- 부갈루 앤 그레이엄 - 마이클 레녹스
- 마야 - 제이콥 미치니코브스키
- 스프링 - 조아킨 타피아 구에라
- 페이스 오브 우크라이나: 캐스팅 옥사나 바이울 - 키티 그린
- 더 원더링스 오브 더 피셔맨즈 선 - 로리스 쿨론
- 어 플레이스 인 더 미들 - 딘 해머 외 1명
- 지오바니 앤 더 워터 발렛 - 아스트리드 부신크
- 비디오게임즈 - 세실리아 강
- 카세이 모텟 클라인, 버스 오브 언 액터 - 위르실라 메이에
- 쇼트 스킨 - 두시오 치아리니
- 원더풀 월드 엔드 - 마츠이 다이고
- 유아 어글리 투 - 마크 누난